# Ineuil
Ineuil település Franciaországban, Cher megyében. Lakosainak száma 216 fő (2022. január 1.). Ineuil Chambon, Ids-Saint-Roch, Lignières, Montlouis, Morlac, Saint-Symphorien és Touchay községekkel határos.

## Népesség
A település népességének változása:
| Lakosok száma | 346  | 269  | 240  | 259  | 240  | 243  | 238  | 226  | 223  | 216  |
|               | 1968 | 1982 | 1990 | 2006 | 2013 | 2015 | 2017 | 2019 | 2020 | 2022 |